# Roger Lowenstein
Pour les articles homonymes, voir Lowenstein.
Roger Lowenstein (né en 1954) est un journaliste financier et écrivain américain. Il est diplômé de l'Université Cornell et travaille au sein de The Wall Street Journal pendant plus d'une décennie, dont deux ans à écrire sa chronique Heard on the Street, de 1989 à 1991. 

## Parcours
Né en 1954, il est le fils d'Helen et Louis Lowenstein de Larchmont. Il est marié à Judith Slovin.
Il est également administrateur de Sequoia Fund. En 2016, il a rejoint le conseil d'administration de l'Université Lesley. Son père, Louis Lowenstein, est un avocat et professeur de droit à l'Université Columbia qui a écrit des livres et des articles critiques de l'industrie financière américaine.
Le dernier livre de Roger Lowenstein, Ways and Means: Lincoln and His Cabinet and the Financing of the Civil War, est sorti le 8 mars 2022.

## Journalisme
Roger Lowenstein a publié sept livres, dont trois best-sellers du New York Times . En outre, il a écrit pour de nombreuses publications, notamment le Wall Street Journal, Smart Money, le New York Times, Fortune, l'Atlantic Monthly et d'autres. Il a également écrit un certain nombre d'articles importants et de couvertures pour le New York Times Magazine.

## Livres
- Lincoln and His Cabinet and the Financing of the Civil War, New York: Penguin Press, 2022,  (ISBN 978-0735223554)
- Buffett: The Making of an American Capitalist, Random House, New York, 1995,  (ISBN 978-0-679-41584-8)
- When Genius Failed: The Rise and Fall of Long-Term Capital Management, Random House, New York, 2000,  (ISBN 978-0-375-50317-7)
- Origins of the Crash: The Great Bubble and Its Undoing, Penguin Press, New York, 2004,  (ISBN 978-1-59420-003-8)
- While America Aged: How Pension Debts Ruined General Motors, Stopped the NYC Subways, Bankrupted San Diego, and Loom as the Next Financial Crisis, Penguin Press HC, 2008,  (ISBN 978-1-59420-167-7)
- The End of Wall Street, Penguin Press HC, 2010,  (ISBN 978-1-59420-549-1)
- America's Bank: The Epic Struggle to Create the Federal Reserve, Penguin Press HC, New York, 2015,  (ISBN 978-1-59420-239-1)
- Ways and Means: Lincoln and His Cabinet and the Financing of the Civil War, Penguin Press HC, New York, 2022,  (ISBN 978-0-73522-355-4)